# Mankono
Mankono este o comună din regiunea Béré, Coasta de Fildeș.